# Flämische Kappe

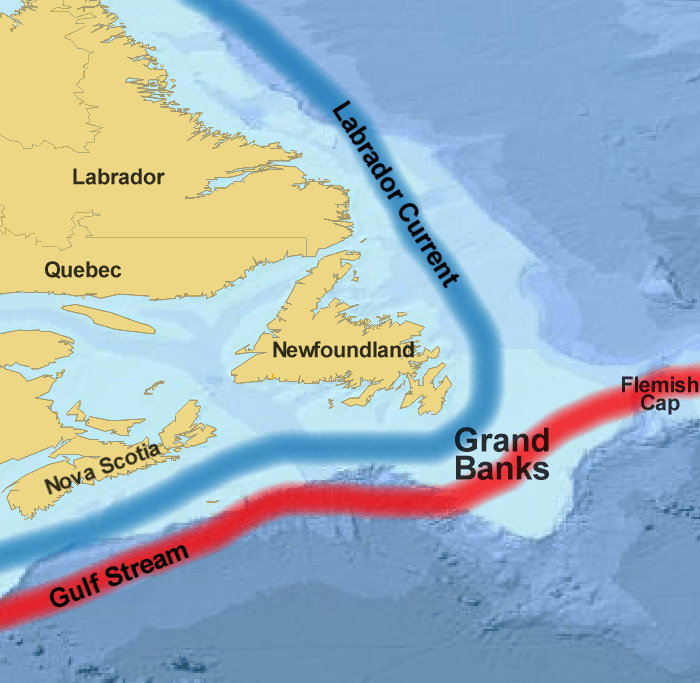
Karte der Neufundlandbank mit dem Flemish Cap ganz rechts

Die Flämische Kappe (im Englischen Flemish Cap) ist ein Flachwasserbereich des Atlantischen Ozeans ca. 560 km östlich der Stadt St. John’s auf Neufundland.

## Geographie
Der Flachwasserbereich wird von einem untermeerischen Plateau gebildet, das durch einen Graben von der weiter südwestlich liegenden Neufundlandbank getrennt wird. Die Wassertiefen in diesem Bereich liegen zwischen 122 und 700 Meter. Die Größe des Seegebietes beträgt etwa 42'000 km². Es ist in der Fläche damit etwas kleiner als das deutsche Bundesland Niedersachsen.

## Wasser- und Strömungsverhältnisse
Im Bereich der Flämischen Kappe mischen sich das warme Wasser des Golfstroms mit dem des kälteren Labradorstroms, wodurch eine Strömung entsteht, die im Uhrzeigersinn über dem Seegebiet zirkuliert.
Das Wasser im Bereich der Flämischen Kappe ist wärmer als im Bereich der benachbarten Neufundlandbank. Man vermutet deswegen, dass kälteempfindliche Meeresorganismen hier die Eiszeiten überdauern konnten.

## Fischerei
Heute gilt das Gebiet als wichtiger Fischgrund. Heilbutt, Schwertfisch, Garnelen und Jakobsmuscheln können dort gefangen werden. 
Die Flämische Kappe liegt außerhalb der von Kanada beanspruchten ausschließlichen Wirtschaftszone in internationalen Gewässern. Es ist wie viele andere Fischereigebiete von Überfischung betroffen, die sich durch eine massive Abnahme der Bestände zum Beispiel von Rotbarsch, Kabeljau und anderen Fischarten äußert.

## Film
Das Flemish Cap war der letzte Fischgrund des Schwertfischkutters Andrea Gail vor seinem Untergang in einem schweren Sturm. In der Verfilmung Der Sturm von Wolfgang Petersen wurde dies aufgegriffen.